# L'Arroseur
'''L'Arroseur''' è un cortometraggio del 1896 diretto da Georges Méliès.

## Produzione
Venne prodotto e distribuito dalla società dello stesso regista, la Star-Film, numerato come sesta produzione nei suoi cataloghi. Si ispira a un film di Auguste e Louis Lumière, L'innaffiatore innaffiato (L'Arroseur arrosé).

## Trama
Un uomo innaffia un giardino.